# Sebastian Demar

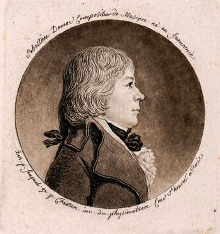
Sebastian Demar (1795)

Jakob Ignaz Sebastian Demar (wohl fälschlich auch Johann Sebastian Demar; * 29. Juni 1763 in Gauaschach; † 25. Juli 1832 in Orléans) war ein französischer Komponist, Pianist, Organist, Pädagoge und Herausgeber von Musikalien deutscher Herkunft.

## Leben
Sebastian Demar war der Sohn eines Musiklehrers. Er studierte wahrscheinlich bei Franz Xaver  Richter in Straßburg und war anschließend Musiklehrer und Organist in Weißenburg (Unterelsaß). Nach Studienreisen, die ihn nach Wien und Italien führten, kam er um 1788 nach Paris und ließ sich schließlich 1789 in Orléans nieder, wo er bis an sein Lebensende blieb. Er war als Musiklehrer tätig, übernahm 1806 die Leitung des dortigen Konservatoriums und war ferner jahrelang für die musikalische Ausbildung der Garde nationale d’Orléans verantwortlich. Er betrieb einen Musikalienhandel und -verlag, war Organist an der Kirche Saint-Paterne und gründete 1806 die Société des concerts par abonnement.
Sebastian Demar verstand es in hohem Maße, sich auf den zeitgenössischen Publikumsgeschmack einzustellen und, durch seine profunde Kenntnis der Militärmusik, besonders die Blasinstrumente wirkungsvoll und effektreich einzusetzen. Demar scheint auch als Lehrer sehr geschätzt gewesen zu sein und verfasste mehrere Unterrichtswerke.
Sebastian Demar war der Bruder des in Würzburg tätigen Violinisten Joseph Demar (1774–?). Er war mit Louise Elisabeth geb. Riesam verheiratet. Zu den gemeinsamen Kindern gehören die Harfenistin Thérèse Demar (1786–1858), der Sohn Joseph-Pierre (1790–?), der ebenfalls Musiker wurde, sowie vermutlich die Feministin und Schriftstellerin Claire Démar (um 1799–1833).

## Werke (Auswahl)
Vokalmusik
- Messe à grand orchestre op.  30
- Messe à 4 voix avec l’orgue op.  50
- »Ecce panis« und »O salutaris« für Singst. und Orgel/Hf., Klar. und Hr.
- »Pange lingua« für 2 Singst. und Orgel/Hf., Klar. und Hr.
- Te Deum laudamus à grand orchestre op.  43
- Duette, Lieder, Chorwerke

Instrumentalmusik
- 3 Symphonies à grand orchestre
- L’Americaine, ouverture à grand orchestre
- La Bohemienne, ouverture à grand orchestre
- L’Hypocondriaque pour orchestre
- Le Sicilien, ouverture à grand orchestre
- 1er Concerto pour piano op.  1
- Concerto Cosaque pour le forte-piano op.  48, zwischen 1802 und 1806
- 3e Concerto pour forte-piano a grand orchestre op.  54
- Concerto pour Harmandi ou Piano-forte
- Concerto [Premier] chasse pour le forte-piano
- Concerto pour la clarinette, 1795
- Concerto pour un cor principal, 1796
- 1er Concerto pour la harpe op.  29
- Concerto pour le violon op.  32
- Musique militaire, 1er livre
- L’Orléanaise! Chant patriotique composé et arrangé en marche militaire

Kammermusik
- Quartette, Trios, Duos

Klaviermusik
- Sonaten, Sonatinen, Fugue symphonique für Klavier vierhändig, Walzer, Divertissements etc.

Unterrichtswerke
- Méthode abrégée pour le violon faite d’une manière très-facile avec tous les principes indispensables pour jouer cet instrument. vor 1798
- Grande Méthode en trois parties pour le forte-piano op.  51. 2 Bde. 1807
- Nouvelle Méthode pour la clarinette, faite d’une manière très facile op.  52. 1808
- Petite Méthode pour le flageolet, suivi de 24 petits airs en duos mêlés de pot-pourry et variations.